# NGC 2286
NGC 2286 je otevřená hvězdokupa v souhvězdí Jednorožce. Od Země je vzdálená asi 8 500 světelných let a její stáří je přibližně 200 milionů let. Objevil ji William Herschel 6. ledna 1785.
Její hvězdná velikost je 7,5 a malý dalekohled ji ukáže jako mlhavou skvrnu, ale na jednotlivé hvězdy ji rozloží až středně velký hvězdářský dalekohled.